# 음력 1월 1일
음력 1월 1일(음력 일월 초하루, 정월 초하루, 원일)은 음력 1월의 첫 번째 날이다. 한국에서 이 날은 설이다.

## 사건
- 193년 - 일식.
- 1968년 - 베트콩이 남베트남을 상대로 구정공세를 시작하다.
- 2014년 - 전라남도 여수시 낙포동 낙포각 원유2부두에서 기름 600여톤이 유출되어 근해가 오염되었다.

## 문화
- 2010년 - 대한민국이 동아시아컵 3차전에서 일본에 3:1 역전승을 거두고 2차 도쿄대첩을 연출함.

## 탄생.
- 1958년 - 대한민국의 정치인 장경식.
- 1972년 - 대한민국의 희극인 서경석.
- 1986년 - 대한민국의 배우 최진혁.
- 1988년 - 대한민국의 가수 최강창민.
- 1992년 - 대한민국의 모델 황현주.
- 1994년
  - 대한민국의 가수 슬기.
  - 대한민국의 배우, 가수 손나은.

## 사망
- 1656년 - 능원대군.
- 2006년 - 한국계 미국인 현대미술가 백남준.
- 2022년 - 대한민국의 방송인(MC) 허참.

## 기념일, 연중행사
- 설: 대한민국
- 춘절: 중화인민공화국

## 같이 보기
- 음력 360일: 1월 2월 3월 4월 5월 6월 7월 8월 9월 10월 11월 12월
- 전날:12월 30일 다음날:1월 2일 - 전달:12월 1일 다음달:2월 1일
- 양력: 1월 1일
- 음력, 윤달